# Nikolai Alexandrowitsch Knyschow
Nikolai Alexandrowitsch Knyschow (russisch Николай Александрович Кныжов; englische Transkription: Nikolai Alexandrovich Knyzhov; * 20. März 1998 in Kemerowo) ist ein russischer Eishockeyspieler, der seit März 2025 bei den Grand Rapids Griffins aus der American Hockey League (AHL) unter Vertrag steht und dort auf der Position des Verteidigers spielt. Zuvor absolvierte Knyschow unter anderem 81 Spiele für die San Jose Sharks in der National Hockey League (NHL).

## Karriere
Kynschow verbrachte eine unstete Juniorenzeit, in der er das Eishockeyspielen bei seinem Heimatverein Energija Kemerowo erlernte. Zur Saison 2014/15 zog es den Russen erstmals in die Vereinigten Staaten, wo er in der Tier 1 Elite Hockey League (T1EHL) für die Phoenix Junior Coyotes auflief. Die folgende Spielzeit begann er dann bei den Regina Pats aus der Western Hockey League (WHL), nachdem diese ihm bereits im Import Draft der Canadian Hockey League im Jahr zuvor ausgewählt hatten. Für die Pats absolvierte der Defensivspieler allerdings nur 19 Partien. Er kehrte aus Kanada in die Vereinigten Staaten zurück und lief im restlichen Saisonverlauf für die Springfield Junior Blues in der North American Hockey League (NAHL) auf. In der Saison 2016/17 gesellten sich dazu vier Einsätze für den Ligakonkurrenten Austin Bruins, ehe Knyschow wieder in sein Heimatland zurückkehrte.
Dort kam er im Nachwuchssystem des ambitionierten SKA Sankt Petersburg aus der Kontinentalen Hockey-Liga (KHL) unter. Der 18-Jährige verbrachte den weiteren Verlauf der Spielzeit 2016/17 in der Nachwuchsliga Molodjoschnaja Chokkeinaja Liga (MHL), wo er für SKA Serebrjannyje Lwi auf dem Eis stand. Zur Saison 2017/18 gelang dem Verteidiger schließlich der Sprung in den Kader des SKA-Newa Sankt Petersburg aus der zweitklassigen Wysschaja Hockey-Liga. In dessen Reihen konnte sich Knyschow bis zum Sommer 2019 trotz seines jungen Alters schnell etablieren, sodass er nur noch sehr sporadisch in der MHL eingesetzt wurde. Zudem wurde er im Spieljahr 2018/19 mit drei KHL-Einsätzen für SKA Sankt Petersburg belohnt.
Dennoch sah der Abwehrspieler seine Zukunft weiterhin auf dem nordamerikanischen Kontinent und so erhielt er im Juli 2019 ein Vertragsangebot von den San Jose Sharks aus der National Hockey League (NHL). Diese setzten ihn im Verlauf der Saison 2019/20 in ihrem Farmteam, den San Jose Barracuda, in der American Hockey League (AHL) ein. Zum folgenden Spieljahr gelang Knyschow jedoch der Sprung in den NHL-Kader, in dem er in der Vorsaison bereits dreimal eingesetzt worden war. In der aufgrund der COVID-19-Pandemie verkürzten Saison 2020/21 absolvierte er dabei alle 56 Saisonspiele. In der folgenden Spielzeit absolvierte der Russe verletzungsbedingt keine Partie für die Sharks, da er nach einer Leistenverletzung mit anschließender Operation und Komplikationen die gesamte Spielzeit 2021/22 ausfiel. Dennoch wurde sein Vertrag im April 2022 um ein Jahr sowie im März 2023 um weitere zwei Jahre verlängert.
Im Juni 2024 allerdings bezahlten die Sharks ihm sein verbleibendes Vertragsjahr aus (buy-out), sodass er sich als Free Agent auf der Suche nach einem neuen Arbeitgeber befand. Diesen fand er im Oktober 2024 in den Cincinnati Cyclones aus der ECHL. Alsbald erhielt Knyschow jedoch einen Probevertrag bei den Wilkes-Barre/Scranton Penguins aus der AHL, der bereits im Dezember bis zum Saisonende verlängert wurde. Für die Penguins war der Verteidiger bis Anfang März 2025 aktiv und wurde dann im Tausch gegen zukünftige Gegenleistungen (future considerations) an den Ligakonkurrenten Grand Rapids Griffins abgegeben.

### International
Für sein Heimatland nahm Knyschow im Juniorenbereich an der U20-Junioren-Weltmeisterschaft 2018 im US-amerikanischen Buffalo teil. Dabei erreichte er mit dem russischen U20-Team den fünften Gesamtrang. In fünf Turnierspielen blieb der Abwehrspieler dabei punktlos.

## Karrierestatistik
Stand: Ende der Saison 2023/24

### International
Vertrat Russland bei:
- U20-Junioren-Weltmeisterschaft 2018

(Legende zur Spielerstatistik: Sp oder GP = absolvierte Spiele; T oder G = erzielte Tore; V oder A = erzielte Assists; Pkt oder Pts = erzielte Scorerpunkte; SM oder PIM = erhaltene Strafminuten; +/− = Plus/Minus-Bilanz; PP = erzielte Überzahltore; SH = erzielte Unterzahltore; GW = erzielte Siegtore; 1 Play-downs/Relegation; Kursiv: Statistik nicht vollständig)